# Absceso periamigdalino
El absceso periamigdalino es una acumulación de material infectado alrededor de las amígdalas palatinas. El absceso periamigdalino generalmente se debe a una infección por varios tipos de bacterias.  A menudo sigue a una faringitis estreptocócica.  Por lo general, no ocurren en personas que se han sometido a una amigdalectomía.  El diagnóstico generalmente se basa en los síntomas.  Se pueden realizar imágenes médicas para descartar complicaciones. 
El tratamiento consiste en eliminar el pus, antibióticos , suficientes líquidos y analgésicos.  Los esteroides también pueden ser útiles.  Generalmente no es necesario el ingreso en el hospital.  Los adultos jóvenes son los más comúnmente afectados.

## Epidemiología
El absceso de las amígdalas es una enfermedad que ocurre sobre todo en niños mayores, adolescentes y adultos jóvenes. Actualmente es muy poco común, desde la introducción del uso de antibióticos para tratar la amigdalitis.

## Causas
Es el resultado de una complicación de la amigdalitis y está causada por un tipo de bacterias llamadas estreptococos beta-hemolíticos del grupo A.

## Cuadro clínico
Los síntomas y signos clínicos más frecuentes son odinofagia (dolor al tragar), disfagia (dificultad para comer), fiebre, ganglios de la mandíbula y garganta sensibles, hinchazón cervical o facial, cefalea (dolor de cabeza), o capacidad limitada y dolor al abrir la boca, entre otros.
Complicaciones
La infección se puede diseminar al paladar, al cuello y al tórax, incluyendo los pulmones. Los tejidos inflamados pueden obstruir las vías respiratorias, lo cual constituye una emergencia médica potencialmente mortal.
Las complicaciones son raras, pero incluyen:
- Celulitis de la mandíbula, el cuello o el tórax
- Obstrucción de las vías respiratorias
- Neumonía
- Derrame pleural
- Endocarditis
- Pericarditis
- Sepsis

## Diagnóstico

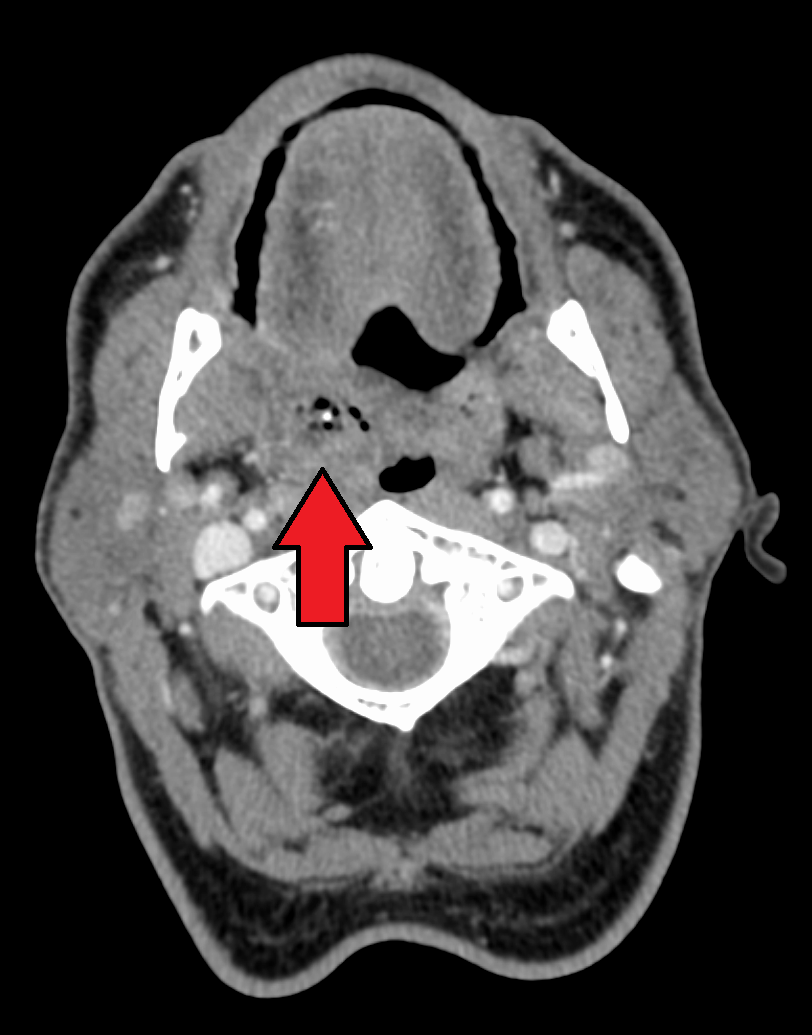
Imagen de tomografía axial computarizada con un absceso periamigdalino derecho.

Se suele descubrir al inspeccionar la orofaringe (garganta) presentando hinchazón en un lado y en el paladar. La úvula puede estar desplazada.
Para confirmar el diagnóstico se pueden realizar pruebas complementarias:
- Aspiración del absceso usando una aguja
- Tomografía computarizada

## Tratamiento
Si la infección es bacteriana, se pueden suministrar antibióticos y analgésicos. También se debe drenar el absceso mediante cirugía. Además, se puede considerar la posibilidad de extirpar las amígdalas mediante cirugía (amigdalectomía).